# Omijanie
Omijanie – według prawa o ruchu drogowym przejeżdżanie (przechodzenie) obok nieporuszającego się pojazdu, uczestnika ruchu lub przeszkody.
Ustawa nakazuje, by przy omijaniu zachować bezpieczny odstęp od omijanego pojazdu, uczestnika ruchu lub przeszkody, a w razie potrzeby zmniejszyć prędkość; omijanie pojazdu sygnalizującego zamiar skręcenia w lewo może odbywać się tylko z jego prawej strony. W przypadku omijania pojazdu przewożącego zorganizowaną grupę dzieci lub młodzieży oraz pojazdu przystosowanego do przewozu osób niepełnosprawnych, jest się obowiązanym w czasie wsiadania lub wysiadania dzieci, młodzieży lub niepełnosprawnych zachować szczególną ostrożność i w razie potrzeby zatrzymać się.
Zakazy omijania:
- jadącego w tym samym kierunku, lecz zatrzymującego się w celu ustąpienia pierwszeństwa pieszemu,
- pojazdu oczekującego na otwarcie ruchu przez przejazd, jeżeli wymagałoby to wjechania na część jezdni przeznaczoną dla przeciwnego kierunku ruchu[1].